# Alicia Nash
Alicia Nash   (San Salvador, 1 de gener de 1933 - Monroe Township, 23 de maig de 2015) també coneguda com a Alicia Esther Nash i Alicia Lopez-Harrison de Lardé va ser una física salvadorenya nord-americana. Esposa del matemàtic John Forbes Nash, Jr., va ser una defensora de la salut mental, que va renunciar a les seves aspiracions professionals per donar suport al seu marit i al seu fill, que van ser diagnosticats d'esquizofrènia.
La seva vida amb Nash va ser relatada al llibre de 1998, A Beautiful Mind de Sylvia Nasar, així com a la pel·lícula del mateix títol de l'any 2001, en què va ser interpretada per Jennifer Connelly.

## Biografia
Alicia Lardé Lopez-Harrison va néixer l'1 de gener de 1933 a El Salvador, filla d'Alicia (Lopez-Harrison) i Carlos Lardé, metge. La família Lardé també incloïa dos nois, Carlos i Rolando Lardé. Ambdós pares eren de famílies destacades socialment ben viatjades que parlaven diversos idiomes. La seva tia era la poeta Alice Lardé de Venturino; el seu avi patern era Jorge Lardé, enginyer químic.
Quan Lardé era una nena, el seu pare va viatjar als Estats Units algunes vegades abans de decidir traslladar la família allà definitivament el 1944. Després d'instal·lar-se a Biloxi (Mississipi), es va acabar traslladant a la ciutat de Nova York. Lardé va ser acceptada a l'escola Marymount amb l'ajut d'una carta de recomanació de l'ambaixador d'El Salvador als Estats Units. I després de la graduació de Marymount, Lardé va ser acceptada a l'Institut Tecnològic de Massachusetts, per estudiar física. Va ser una de les poques dones que estudiava al MIT als anys cinquanta. I va ser allà on va conèixer al seu futur marit, John Forbes Nash, Jr..
Malgrat els signes de la malaltia mental de Nash, que havia sorgit a principis dels anys cinquanta, la parella es va casar el 1957. I ella va quedar embarassada del seu fill John Charles Martin Nash (que també tindria esquizofrènia) el 1958, i poc abans del naixement el 1959, John es va internar a l'Hospital McLean per rebre tractament psiquiàtric per la seva malaltia. Després de passar 50 dies a l'hospital, va ser donat d'alta, però va ser reingressat tres vegades durant els següents anys contra la seva voluntat per part de la seva germana. La parella es va divorciar el 1963, però quan la mare de John va morir el 1968, la va pressionar perquè li permetés tornar a viure amb ella. El 1970 Alicia es va traslladar i va continuar ajudant a tenir cura del seu exmarit; la parella es casaria de nou el 2001.
El 2002, Alicia Nash i el seu marit van visitar El Salvador, on va ser distingida pel president Francisco Flores amb un homenatge a la seva vida.

## Carrera
Després de la graduació del MIT, Nash va treballar a la Brookhaven Nuclear Development Corporation com a física de laboratori. En la dècada de 1960, va treballar per a la RCA com a enginyera aeroespacial, però va ser acomiadada. I després va treballar durant anys a Con Edison com a programadora del sistema i més tard al sistema de trànsit de New Jersey com a programadora informàtica i analista de dades. Va ser membre de nombroses societats d'enginyeria femenines. I quan es va estrenar la pel·lícula A Beautiful Mind, Nash era presidenta del consell d'associació d'alumnes del MIT.

## Defensa de la salut mental
Nash es va convertir en un portaveu dels afectats per esquizofrènia i malalties mentals. I el 2005 va rebre el premi Luminary de la Brain & Behavior Research Foundation. Va viatjar per tot el país per parlar dels drets per a persones amb malaltia mental i el 2009 es va reunir amb els legisladors de l'estat de Nova Jersey per parlar de com millorar el sistema de salut mental d'aquest estat. El 2012, va ser honorada a la Universitat de Texas, amb la John and Alicia Nash Conference pel seu suport a aquelles persones amb malaltia mental, on va pronunciar el discurs inicial.

## Mort
Alicia i el seu marit van morir en un accident de cotxe al New Jersey Turnpike el 23 de maig de 2015, a prop de Monroe Township, Nova Jersey. Quan tornaven a casa després d'una visita a Noruega, on el seu marit havia rebut el Premi Abel. El conductor del taxica amb el qual circulaven des de l'aeroport de Newark va perdre el control de la cabina i va colpejar un passamà. Els dos passatgers van sortir disparats i moriren.

## Retratada als mitjans de comunicació
Nash va ser retratada per Jennifer Connelly a la pel·lícula del 2001 A Beautiful Mind. Per la seva actuació, Connelly va guanyar l'Òscar a la millor actriu de l'Acadèmia dels Òscars, fent esment a Nash durant el seu discurs d'acceptació.